# Lake View (Arkansas)
Lake View – miasto w Stanach Zjednoczonych, w stanie Arkansas, w hrabstwie Phillips.